# Joseph Hume

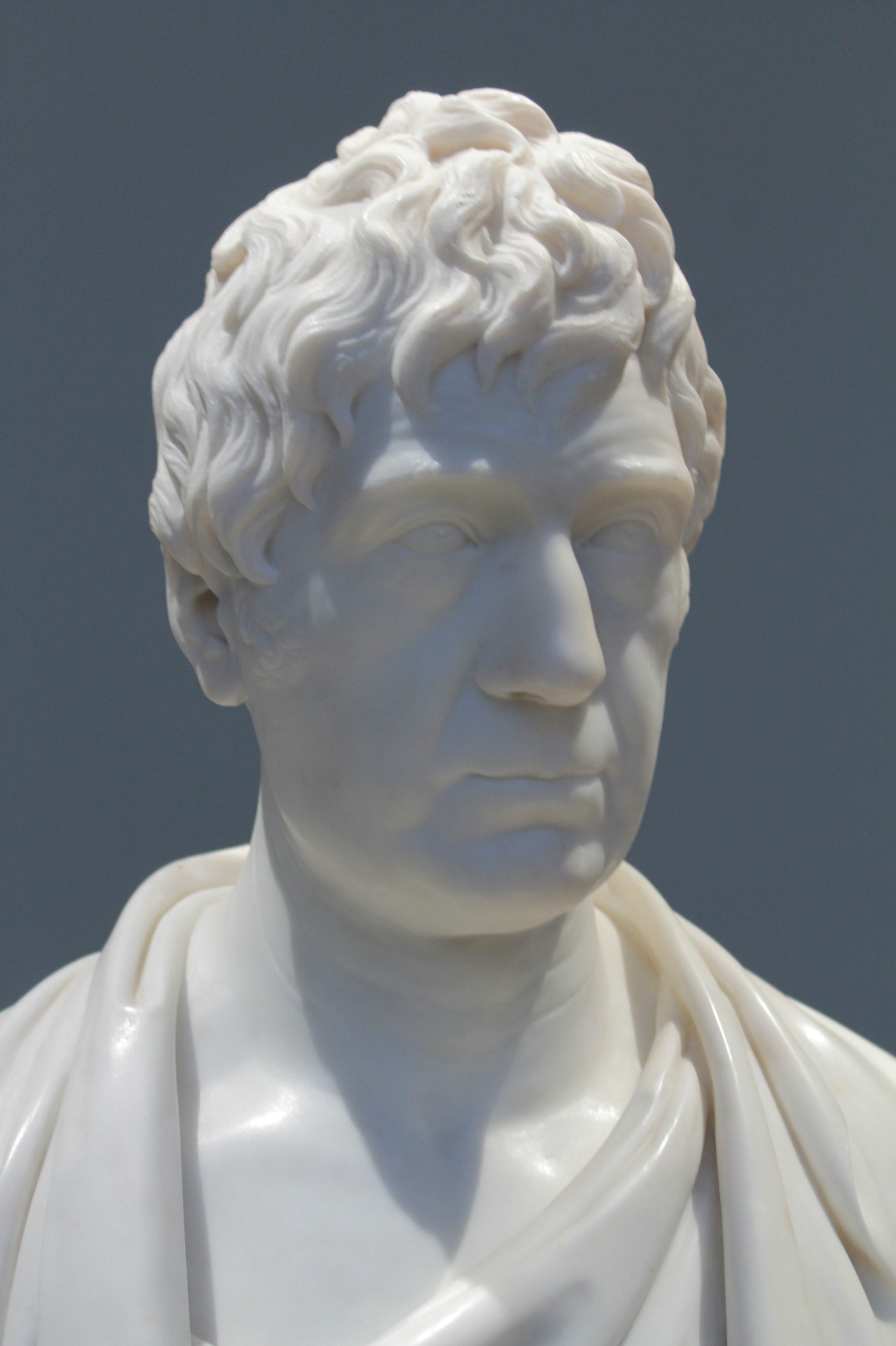
Joseph Hume por Alexander Handyside Ritchie, 1830

Joseph Hume, miembro de la Royal Society (22 de enero de 1777 - 20 de febrero de 1855), fue un cirujano escocés y diputado radical.

## Primeros años de vida
Nació como hijo del capitán de barco James Hume en Montrose, Angus, quien murió poco después de su nacimiento. Asistió a la Academia Montrose, donde conoció al mayor James Mill; y desde 1790 fue aprendiz de un cirujano-boticario local, John Bale.

## Carrera médica
Hume estudió medicina en la Universidad de Aberdeen y luego en la Universidad de Edimburgo. Tuvo como padrino al diputado David Scott. Antes de calificar, prestó servicio en tiempos de guerra como cirujano compañero en el HMS Hawke; y luego estuvo en el East Indiaman Hope durante 18 meses.
En 1799, Hume navegó a India, designado en el Servicio de Bengala por Jacob Bosanquet de la Compañía Británica de las Indias Orientales .  Trabajó para pagar su pasaje como oficial médico en el Houghton. Una vez allí, fue nombrado cirujano del 7.º Regimiento de Cipayos. Adquirió fluidez en indostánico y persa y trabajó también como intérprete y en la comisaría.
En vísperas de la segunda guerra anglo-maratha, Hume llamó la atención de Lord Lake con un método para recuperar la pólvora húmeda. Al estallar la guerra, estaba con el general Peregrine Powell, que marchó desde Allahabad hacia Bundelkhand. Asumió nuevamente una variedad de roles durante la campaña.

## Regreso al Reino Unido
En 1808, Hume renunció al ejército y regresó al Reino Unido con una fortuna de aproximadamente 40.000 libras esterlinas. Entre 1808 y 1811 se dedicó a viajar por Inglaterra y el resto de Europa.
En 1818 fue elegido miembro de la Royal Society, siendo, según su nominación, "muy versado en varias ramas del conocimiento útil y particularmente en química, en varias ramas de la literatura oriental y las antigüedades".

## Carrera política

### Weymouth
En 1812, Hume obtuvo, a través de Spencer Perceval, un escaño en el Parlamento por Weymouth, Dorset, vacante por la muerte de Sir John Johnstone, sexto baronet. Masterton Ure se lo permitió, fue elegido sin oposición y votó como partidario conservador de la administración de Perceval. El parlamento se disolvió para las elecciones generales del Reino Unido de 1812. Ure se negó a apoyar más a Hume, pero de hecho fue desautorizado por el duque de Cumberland y el vizconde de Newark. Sin embargo, Hume se mantuvo en el distrito electoral de cuatro miembros y recibió sólo dos votos. Había seguido las reglas en algunos asuntos, pero tras la expulsión de Benjamin Walsh y la legislación ludita había demostrado una independencia inaceptable para el duque. Hume armó un escándalo y emprendió acciones legales, y recibió 1.000 libras esterlinas, supuestamente para cubrir los gastos electorales.
Este breve período conservador le permitió a Hume asociarse con el duque de Kent y Strathearn, mecenas de Joseph Lancaster . John Cam Hobhouse relató una anécdota contada por John Conroy sobre la casa del duque, en la que Hume le aconsejó que limitara a la duquesa a un solo coche de caballos. En 1833, Hume le presentó a Alexander Burnes a su hija, la princesa Victoria.

### Hiato y ruta hacia el radicalismo
En relación con los problemas financieros de Joseph Lancaster, Hume conoció a Francis Place en 1813, a través de Joseph Fox. Fue Place quien introdujo a Hume al grupo de radicales políticos con el que a partir de entonces se asoció.

### Aberdeen Burghs
Cuando Hume regresó al Parlamento una vez más en 1818, como miembro de los Burgos de Aberdeen en Escocia, fue con el apoyo de William Maule. Se encontraba allí en una plataforma radical de su propia concepción.

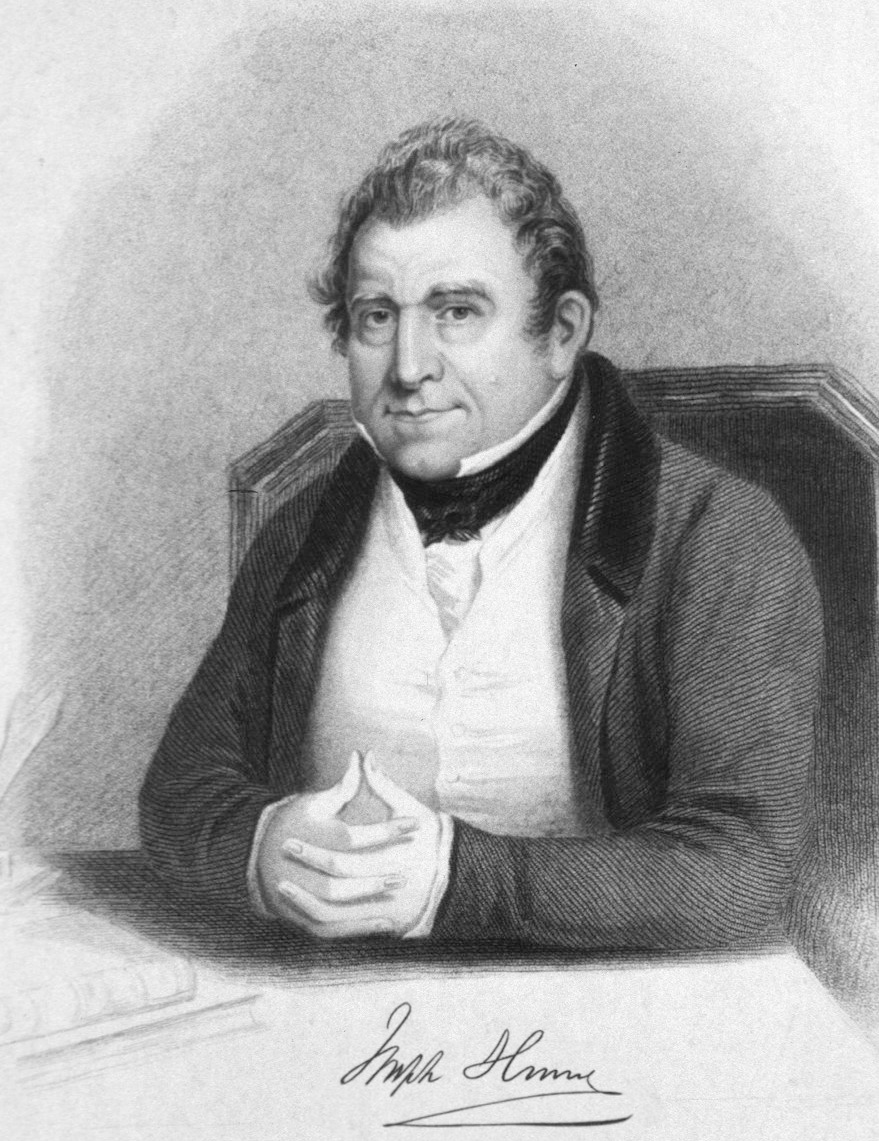
Joseph Hume en la mediana edad, grabado

### Asientos posteriores
En marzo de 1830, con Henry Hunt y Daniel O'Connell, Hume creó la Unión Política Metropolitana con sede en Londres, con una plataforma que incluía el sufragio masculino y el voto secreto. Fue elegido ese año por Middlesex. Produjo un proyecto de ley sobre tasas del condado y se propuso reorganizar el gobierno local. Sin embargo, en 1837 fue objeto de ataques por ser un "whig-radical" moderado demasiado cercano al ministerio de Melbourne.
Más tarde representó a Kilkenny, Irlanda (1837); y luego, a partir de 1842, durante el resto de su vida a Montrose Burghs.
Hume was a relentless, individualistic campaigner over a wide range of causes. Élie Halévy (English translation) characterised him in terms of "pigheadedness", with a "heavy mind"; and he was always a "dull yet dogged orator".

## Las campañas de Hume

### finanzas públicas

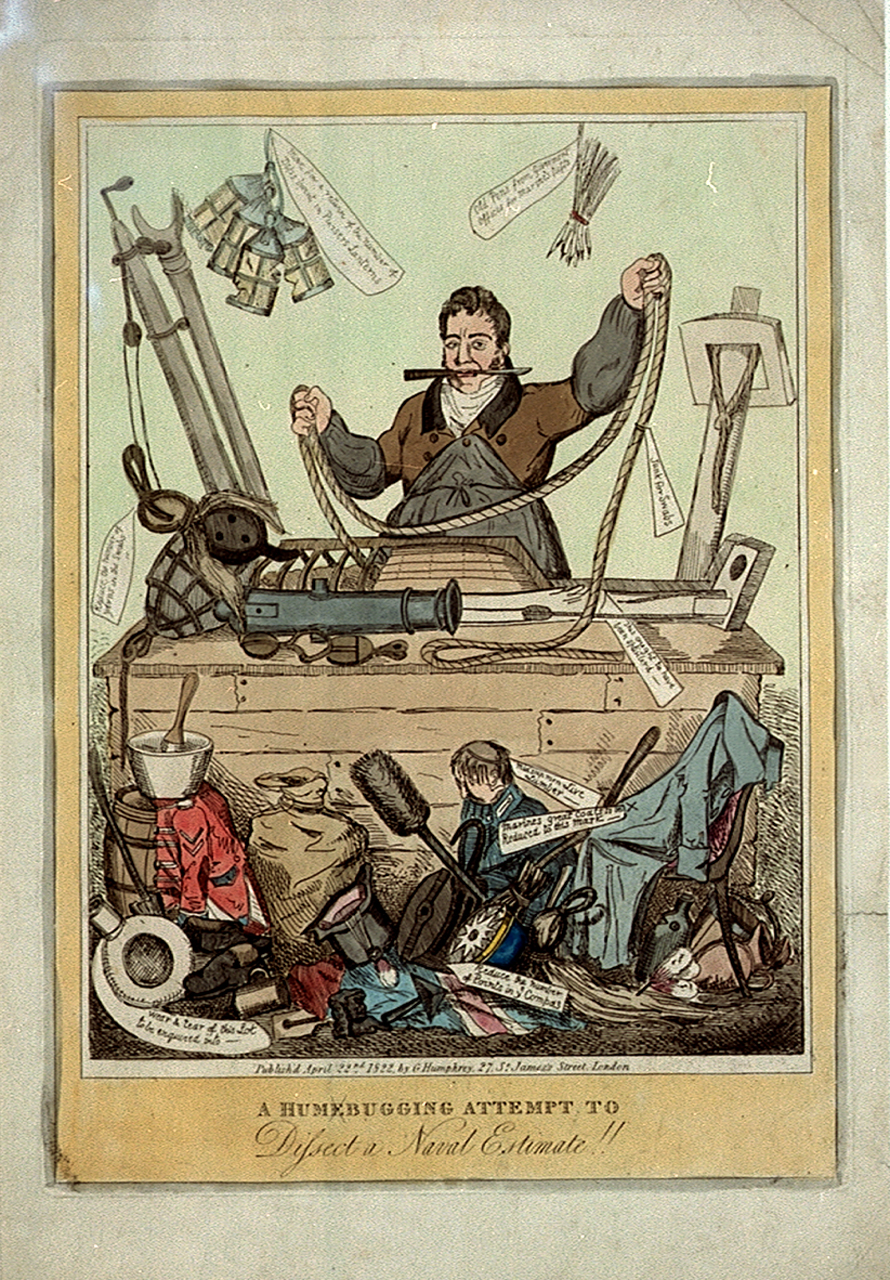
Un intento de Hume de diseccionar una estimación naval, 1822

Hume tenía por costumbre impugnar y someter a votación todos los temas de gasto público. En 1820 consiguió el nombramiento de un comité encargado de informar sobre los gastos de recaudación de ingresos fiscales. Ayudó a abolir el fondo de amortización. Fue él quien impulsó la adición del término "reducción" al programa radical de " paz y reforma ". La moneda de cuatro peniques se reintrodujo en 1836, durante el reinado de Guillermo IV, por sugerencia de Hume. Popularmente conocido como "joey", nombre que proviene del nombre cristiano de Hume, se introdujo para facilitar las transacciones en los autobuses de Londres; la tarifa era de cuatro peniques o un groat. Como las últimas monedas de groat se acuñaron en 1888, el apodo pasó a las monedas de tres peniques de plata acuñadas después de esa fecha hasta 1941 (el último año de producción para uso británico).

### Organización laboral
The Combination Act 1799 and its sequel Combination Act 1800 were repealed by the Combination of Workmen Act 1824, promoted by Hume and other radicals, in line with Benthamite principles on industrial harmony. Hume had packed a parliamentary committee on the issue, to support his artisan associate Francis Place. There was an immediate surge in disputes. The Combinations of Workmen Act 1825 backed by William Huskisson then removed the legal right to strike, which remained the situation until the 1870s.

### Militar
Hume protestó contra el uso de la flagelación en el ejército, dando testimonio ante un comité parlamentario en 1835 basándose en su experiencia como cirujano del ejército en la India. Él creía que la concesión de una parte de las comisiones del ejército debería reservarse para los soldados extraídos de las filas, una idea a la que el duque de Wellington se opuso firmemente por razones sociales.
También hizo campaña contra el reclutamiento forzoso de marineros y el encarcelamiento por deudas.

## Burnley Hall y la muerte

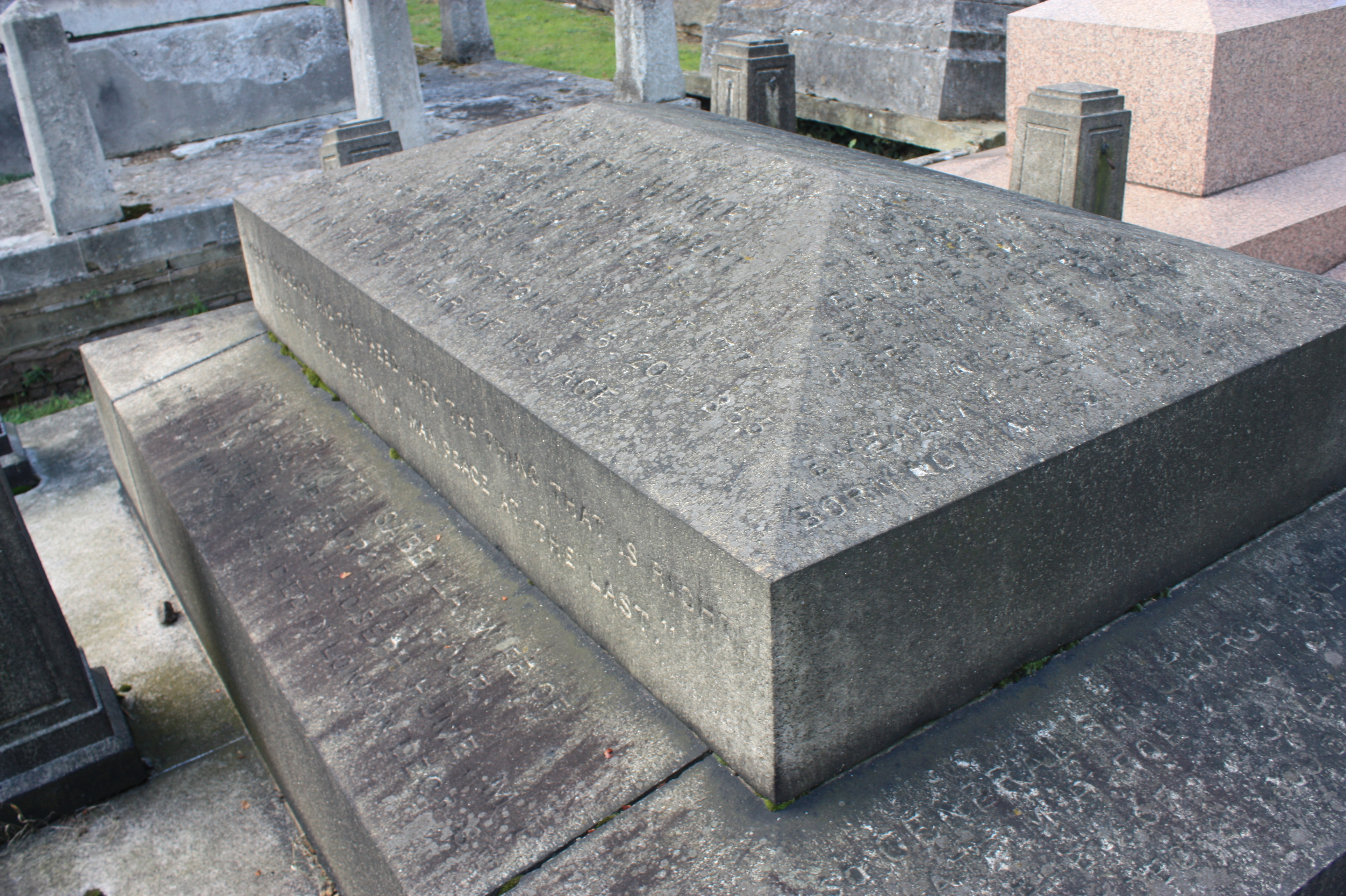
La tumba de Joseph Hume, cementerio de Kensal Green

En 1824, Hume compró la finca Somerton en Norfolk, al norte de Great Yarmouth, a los herederos de Sir Philip Stephens, primer baronet, y nombró la casa Burnley Hall con el nombre de su esposa antes del matrimonio. Se convirtió en su asiento. Murió allí en 1855 y está enterrado al noreste de la capilla principal del cementerio de Kensal Green en Londres, junto a su buen amigo William Williams.

## Obras
- Una traducción en verso libre de El Infierno (1812)
- Carta al Ministro de Hacienda (1812), sugería que el ludismo podía abordarse mediante principios de libre comercio y organización aplicados al tejido de estructuras.[3]
- La sustancia del discurso de Joseph Hume... Pronunciado en un Tribunal General aplazado de los Propietarios de Acciones de las Indias Orientales, celebrado en la Casa de la India, el 19 de enero de 1813. (1813)[23]
- El discurso del señor Joseph Hume, en la Casa de las Indias Orientales, el 6 de octubre de 1813 (1813)[24]
- Un plan para un nuevo sistema general de pesos (1816)[3]
- Economía y recortes. Discurso de Joseph Hume en la Cámara de los Comunes, miércoles 27 de junio de 1821, sobre la economía y la reducción de gastos (1822)[25]
- La célebre carta de Joseph Hume... a WL Mackenzie... Alcalde de Toronto (1834)[26]
- Discurso del Sr. Hume, en el debate sobre la moción del Marqués de Chandos, el 10 de marzo de 1835, para la derogación total del impuesto a la malta (1835)[27]
- Sobre las leyes del maíz y las reivindicaciones de los agricultores a la exención de impuestos : Discurso de Joseph Hume, Esq., diputado, sobre la moción del marqués de Chandos, en la Cámara de los Comunes el miércoles 27 de abril de 1836 (1836)[28]
- Sobre el Banco de Inglaterra y el estado de la moneda (1839).[29] Ese mismo año, el economista Richard Page (1773-1841) ("Daniel Hardcastle") respondió a la financiación de la Ley de Compensación de Esclavos de 1837.[30][31]
- Debate sobre los derechos del azúcar: discurso de Joseph Hume, Esq., diputado, en la Cámara de los Comunes, el 13 de mayo de 1841, a propuesta de Lord John Russell (1841)[32]
- Carta de Joseph Hume, Esq., MP, et al. (1853)[33]

## Familia
Hume se casó en 1815 con Maria Burnley, hija de Hardin Burnley, comerciante estadounidense y director de la Compañía de las Indias Orientales, y hermana de William Hardin Burnley. Tuvieron tres hijos y cuatro hijas: entre ellos, Allan Octavian Hume y Mary Catherine Hume-Rothery.
- Joseph Huntley Hume, hijo mayor, murió en 1871 a la edad de 52 años.[36]
- Maria Burnley (fallecida en 1885), se casó en 1843 con Charles Gubbins (fallecido en 1866), funcionario de la Compañía de las Indias Orientales. Era hijo del mayor general Joseph Gubbins y su esposa Charlotte Bathhoe. Charles adoptó el apellido de su madre durante la década de 1860 y a menudo se la conoce como Maria Burnley Bathhoe. Contribuyó con 5.000 citas al New English Dictionary.[37][38][39][40][41]
- Eleanor, la tercera hija, se casó con John Stratford Rodney, hijo de John Rodney, como su segunda esposa.[42]
- Charlotte Isabella se casó en 1848 con su primo hermano George Balfour, cuya madre Susan, era hermana de Joseph Hume.[43]

## Legado

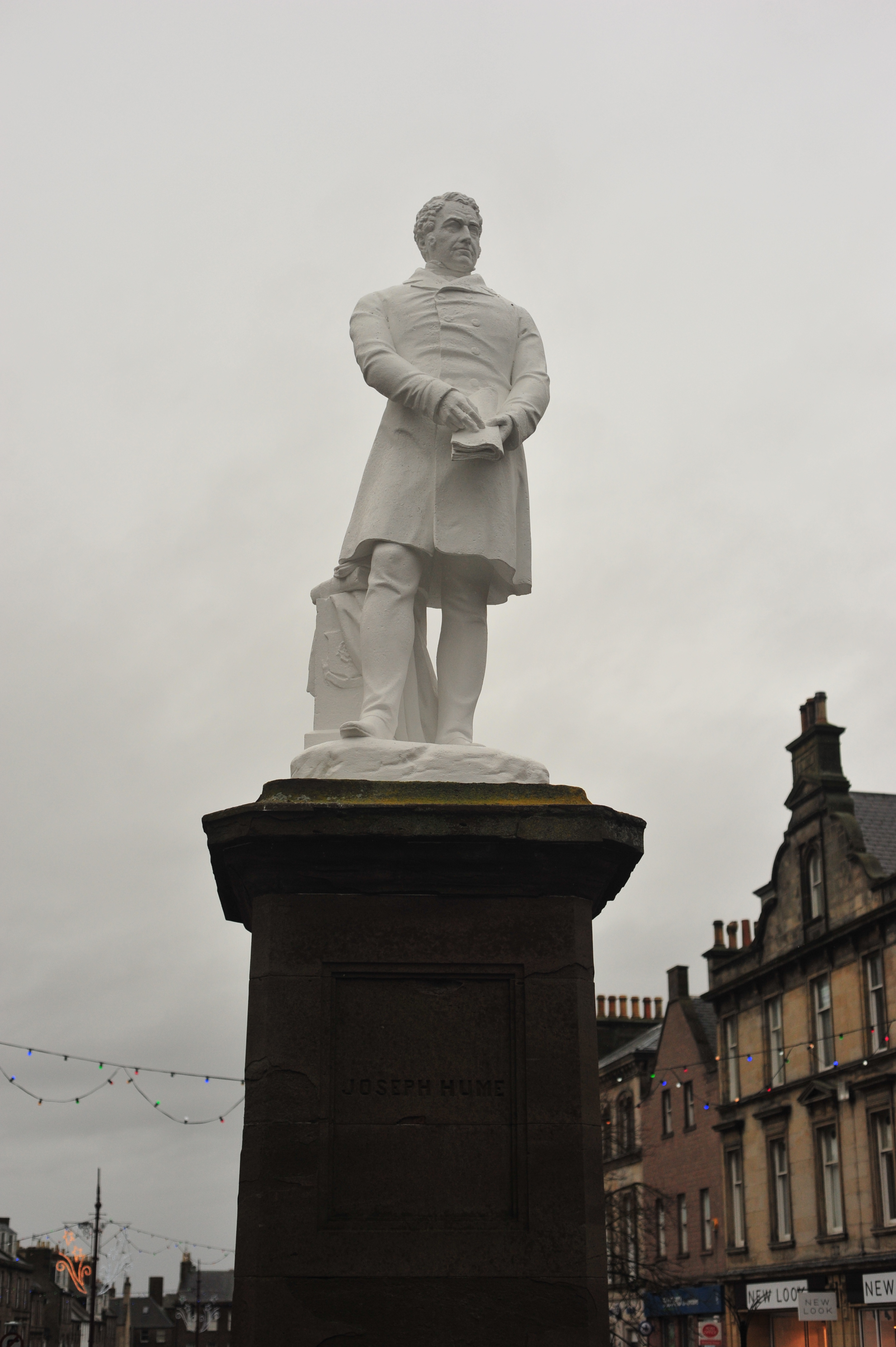
Estatua de Hume, en la calle principal de Montrose, en la intersección con Hume Street

Un memorial de Hume fue publicado por su hijo Joseph Hume (Londres, 1855). Un fondo de suscripción estableció una beca Joseph Hume, en jurisprudencia y economía política, en el University College de Londres. A 2021  Todavía se concede. Hume legó su biblioteca de trabajo de aproximadamente 5000 panfletos al University College de Londres en 1855.
Según la Historia de la acuñación de plata de Inglaterra de Edward Hawkins, un groat era conocido como "Joey". "Fue llamado así por Joseph Hume, diputado, quien recomendó encarecidamente su acuñación para pagar las tarifas cortas de los taxis, etc." 

### Conmemoración radical
En 1837 Hume inició un plan para un memorial dedicado a los Mártires Políticos Escoceses Scottish Political Martyrs, Víctimas de las políticas de la administración de Pitt de los años 1790. It was supported by Peter Mackenzie, a radical journalist in Glasgow. He had already set up a memorial for John Baird and Andrew Hardie, two weavers executed in the 1820 Radical War. On 21 August 1844, 3000 gathered to see Hume lay the monument's foundation stone at the Old Calton Cemetery, Edinburgh.
En febrero de 1852 se inauguró en el cementerio de Nunhead, Londres, un segundo monumento a los Mártires Políticos Escoceses, también iniciado por Hume.